# فاطمه خلیلی
فاطمه خلیلی بهفر معروف به فاطمه خلیلی (زادهٔ ۱۰ تیر ۱۳۷۵) هندبالیست ایرانی عضو باشگاه سی اس ام یاشی رومانی و همچنین تیم ملی هندبال زنان ایران در پست دروازه‌بان است.
او تاکنون در ۲ دوره جام جهانی هندبال زنان و ۵ دوره مسابقات قهرمانی هندبال بزرگسالان آسیا حضور داشته‌ است.

## مسابقات جهانی هندبال زنان در سال ۲۰۲۱
وی در مسابقات جهانی هندبال زنان در سال ۲۰۲۱ در اسپانیا، در دومین دیدار تیم ملی هندبال زنان ایران با ۱۸ سیو بهترین بازیکن زمین در مقابل تیم ملی نروژ انتخاب و تاریخ ساز شد.
سیلیه سولبرگ، دروازه‌بان نروژ گفت: فاطمه فوق‌العاده تأثیرگذار بود. یکی از بهترین نمایش‌هایی که در زمین هندبال دیده‌ام. من به این دروازه‌بان افتخار می‌کنم و بسیار تحت تأثیر قرار گرفتم. او هم‌چنین بازی فوق‌العاده‌ای مقابل رومانی انجام داد.